# Tim Hall
Tim Hall (Esch-sur-Alzette, 15 april 1997) is een Luxemburgs voetballer die sinds 2020 actief is voor Gil Vicente FC. Hall is een verdediger.

## Clubcarrière
Hall speelde in de jeugd bij F91 Dudelange, Standard Luik en 1. FC Saarbrücken. In 2016 pikte de Duitse vierdeklasser SV Elversberg hem bij die laatste club op. Hij kwam er niet in actie voor het eerste elftal, maar bij het tweede elftal in de Saarlandliga (het zesde niveau in het Duitse voetbal) was hij wél een vaste waarde.
Amper een jaar later versierde hij een transfer naar Lierse SK. Daar speelde hij slechts vier competitiewedstrijden. Na het faillissement van Lierse stapte hij transfervrij over naar Progrès Niedercorn in eigen land. Een jaar later koos hij voor een nieuw buitenlands avontuur bij het Oekraïense Karpaty Lviv. Na de degradatie van de club uit de Premjer Liha stapte hij over naar de Portugese eersteklasser Gil Vicente FC.

## Clubstatistieken
| Seizoen        | Club               | Land               | Competitie           | Competitie | Competitie | Beker | Beker | Internationaal | Internationaal | Totaal | Totaal |
| Seizoen        | Club               | Land               | Competitie           | Wed.       | Dlp.       | Wed.  | Dlp.  | Wed.           | Dlp.           | Wed.   | Dlp.   |
| -------------- | ------------------ | ------------------ | -------------------- | ---------- | ---------- | ----- | ----- | -------------- | -------------- | ------ | ------ |
| 2016/17        | SV Elversberg      | Vlag van Duitsland | Regionalliga Südwest | 0          | 0          | 0     | 0     | —              | —              | 0      | 0      |
| 2017/18        | Lierse SK          | Vlag van België    | Eerste klasse B      | 4          | 0          | 2     | 1     | —              | —              | 6      | 1      |
| 2018/19        | Progrès Niedercorn | Vlag van Luxemburg | Nationaldivisioun    | 11         | 1          | 1     | 0     | 6              | 0              | 18     | 1      |
| 2019/20        | Progrès Niedercorn | Vlag van Luxemburg | Nationaldivisioun    | 0          | 0          | 0     | 0     | 6              | 0              | 6      | 0      |
| 2019/20        | Karpaty Lviv       | Vlag van Oekraïne  | Premjer Liha         | 18         | 1          | 1     | 0     | —              | —              | 19     | 1      |
| 2020/21        | Gil Vicente FC     | Vlag van Portugal  | Primeira Liga        | 1          | 0          | 0     | 0     | —              | —              | 1      | 0      |
| Carrièretotaal | Carrièretotaal     | Carrièretotaal     | Carrièretotaal       | 34         | 2          | 4     | 1     | 12             | 0              | 50     | 3      |

Bijgewerkt op 21 december 2020.

## Interlandcarrière
Hall maakte op 28 maart 2017 zijn debuut voor Luxemburg tegen Kaapverdië. In deze interland mocht hij in de 73e minuut invallen voor Christopher Martins Pereira.
| Interlands van Tim Hall voor Luxemburg | Interlands van Tim Hall voor Luxemburg | Interlands van Tim Hall voor Luxemburg | Interlands van Tim Hall voor Luxemburg | Interlands van Tim Hall voor Luxemburg | Interlands van Tim Hall voor Luxemburg |
| №                                      | Datum                                  | Wedstrijd                              | Uitslag                                | Soort wedstrijd                        | Goals                                  |
| Als speler bij SV Elversberg           | Als speler bij SV Elversberg           | Als speler bij SV Elversberg           | Als speler bij SV Elversberg           | Als speler bij SV Elversberg           | Als speler bij SV Elversberg           |
| -------------------------------------- | -------------------------------------- | -------------------------------------- | -------------------------------------- | -------------------------------------- | -------------------------------------- |
| 1.                                     | 28 maart 2017                          | Luxemburg – Kaapverdië                 | 0 – 2                                  | vriendschappelijk                      | 0                                      |
| Als speler bij Karpaty Lviv            |                                        |                                        |                                        |                                        |                                        |
| 2.                                     | 5 september 2019                       | Noord-Ierland – Luxemburg              | 1 – 0                                  | vriendschappelijk                      | 0                                      |
| 3.                                     | 14 november 2019                       | Servië – Luxemburg                     | 3 – 2                                  | EK-kwalificatie                        | 0                                      |
| Als speler bij Gil Vicente FC          |                                        |                                        |                                        |                                        |                                        |
| 4.                                     | 7 oktober 2020                         | Luxemburg – Liechtenstein              | 1 – 2                                  | vriendschappelijk                      | 0                                      |